# Braux (Côte-d'Or)
Braux é uma comuna francesa na região administrativa da Borgonha-Franco-Condado, no departamento de Côte-d'Or. Estende-se por uma área de 13,27 km². Em 2010 a comuna tinha 171 habitantes (densidade: 12,9 hab./km²).